# The Division Bell
Pour l’article homonyme, voir The Division Bell (homonymie).
Albums de Pink Floyd
A Momentary Lapse of Reason
(1987) The Endless River
(2014)
Singles
1. Take It Back
Sortie : 16 mai 1994
2. High Hopes
Sortie : 17 octobre 1994

The Division Bell est le quatorzième album du groupe de rock progressif anglais, Pink Floyd. Il est sorti le 28 mars 1994 sur le label EMI (Europe), Columbia (Amérique du Nord) et a été produit par David Gilmour et Bob Ezrin.

## Historique
C'est le deuxième album enregistré en studio du groupe depuis le départ de Roger Waters. Pour cet album, Rick Wright revient avec le groupe et chante même sur sa propre composition Wearing the Inside Out, ce qu'il n'avait pas fait depuis Dark Side of the Moon. Le titre The Division Bell fait référence à la cloche du parlement britannique qui sépare ses membres lors des votes. Cet album est suivi d'une tournée gigantesque ainsi que de l'album-live P·U·L·S·E. Cet album est considéré comme l'anti-The Wall, car il traite de la communication, à l'inverse de The Wall[réf. nécessaire]. Certaines chansons semblent même être directement destinées à Roger Waters tel Lost for Words ou A Great Day for Freedom où plane l'image de Waters et de son concert à Berlin.

### Enregistrement
L'enregistrement s'étale sur toute l'année 1993, principalement dans des studios de Londres, comme les Studios Abbey Road ou les Studios Britannia Row, ainsi que sur le bateau de David Gilmour, l'Astoria.

### Réception
L'album atteint la première place des charts en France à sa sortie en 1994 et est certifié double disque de platine pour plus de 600 000 albums vendus. L'album s'est vendu à plus d'1 million d'exemplaires en France. Il s'est classé à la première place des charts des principaux pays comme les États-Unis, le Royaume-Uni, l'Allemagne ou l'Australie et est récompensé par de nombreux disques d'or et de platine.

### Pochette
Deux masques de profil, l'un à gauche, l'autre à droite ornent la pochette de l'album. Cette disposition provoque un effet d'optique donnant l'impression que les deux masques forment un seul visage. Au verso, cet effet d'optique est plus accentué du fait que les deux profils sont montrés sur fond noir. Les masques entourent la Cathédrale de la Sainte-et-Indivisible-Trinité d'Ely, à côté de Cambridge. La réalisation de la pochette est l'œuvre de Storm Thorgerson, ancien graphiste de la société Hipgnosis.
Un documentaire présent dans le coffret The Later Years 1987 – 2019 montre la conception de cette pochette.

### Généralités
Cet album contient de nombreuses références à d'autres albums du groupe comme le solo de guitare dans Pigs (Three Different Ones) de l'album Animals présent dans Keep Talking (utilisation de l'effet talk-box) ou encore le chant des baleines, imité à la guitare dans Echoes, présent dans Marooned. À propos de la chanson Keep Talking, noter la participation de Stephen Hawking duquel on a échantillonné la voix, ce principe reviendra sur l'album de Pink Floyd, The Endless River sur la pièce Talkin' Hawkin' produit en 1994.
Pour fêter les vingt ans de l'album, le groupe ressort, le 27 juin 2014, l'album en coffret Immersion (33 t, DVD, Blu-ray, CD + bonus) et double 33 tours remasterisés.

## Le concept de l'album
Le 14e album de Pink Floyd, The Division Bell traite en grande partie de la communication et surtout de la mentalité où la parole peut résoudre de nombreux problèmes dans la vie. C'est pourquoi il est considéré comme le contraire de The Wall qui traite justement de l'absence de communication. À travers cet album se retrouve dans quelques chansons comme Poles Apart ou Lost for Words qui semble hors de tout doute parler des rapports entre Pink Floyd et Roger Waters qui a quitté le groupe neuf ans plus tôt.

## Titres
Chants principaux par David Gilmour, sauf indication.
| No  | Titre                                          | Auteur                             | Musique                       | Durée |
| --- | ---------------------------------------------- | ---------------------------------- | ----------------------------- | ----- |
| 1.  | Cluster One                                    | Instrumental                       | David Gilmour, Richard Wright | 5:58  |
| 2.  | What Do You Want from Me                       | Gilmour, Polly Samson              | Gilmour, Wright               | 4:21  |
| 3.  | Poles Apart                                    | Gilmour, Samson, Nick Laird-Clowes | Gilmour                       | 7:04  |
| 4.  | Marooned                                       | Instrumental                       | Gilmour, Wright               | 5:29  |
| 5.  | A Great Day for Freedom                        | Gilmour, Samson                    | Gilmour                       | 4:17  |
| 6.  | Wearing the Inside Out (Chant: Richard Wright) | Anthony Moore                      | Wright                        | 6:49  |
| 7.  | Take It Back                                   | Gilmour, Samson, Laird-Clowes      | Gilmour, Bob Ezrin            | 6:12  |
| 8.  | Coming Back to Life                            | Gilmour                            | Gilmour                       | 6:19  |
| 9.  | Keep Talking                                   | Gilmour, Samson                    | Gilmour, Wright               | 6:11  |
| 10. | Lost for Words                                 | Gilmour, Samson                    | Gilmour                       | 5:14  |
| 11. | High Hopes                                     | Gilmour, Samson                    | Gilmour                       | 8:32  |

## Musiciens
- David Gilmour – chant, guitare, basse, claviers, production, programmation
- Rick Wright – claviers, piano, chant principal sur Wearing the Inside Out
- Nick Mason – batterie, percussion, programmation

### Musiciens additionnels
- Jon Carin – programmation, claviers additionnels
- Tim Renwick – guitares
- Guy Pratt – basse
- Gary Wallis – percussions
- Dick Parry – saxophone ténor
- Bob Ezrin – claviers, percussions, production et composition sur Take It Back
- Anthony Moore - composition sur Wearing the Inside Out
- Michael Kamen – arrangement de l'orchestre
- Stephen Hawking – voix numérique sur Keep Talking
- Carol Kenyon, Sam Brown, Durga McBroom, Jackie Sheridan et Rebecca Leigh-Willis – chœurs

## Charts et certifications

### Album

#### Charts
| Pays             | Durée du classement | Meilleure position | Date          |
| ---------------- | ------------------- | ------------------ | ------------- |
| Allemagne        | 61 semaines         | 1er                | 25 avril 1994 |
| Australie        | 18 semaines         | 1er                | 17 avril 1994 |
| Autriche         | 33 semaines         | 1er                | 24 avril 1994 |
| Canada           | 33 semaines         | 1er                | 18 avril 1994 |
| États-Unis       | 53 semaines         | 1er                | 23 avril 1994 |
| France           | 74 semaines         | 1er                | 27 mars 1994  |
| Italie           | 31 semaines         | 1er                | 1994          |
| Norvège          | 27 semaines         | 1er                | 17 avril 1994 |
| Nouvelle-Zélande | 49 semaines         | 1er                | 24 avril 1994 |
| Pays-Bas         | 49 semaines         | 1er                | 16 avril 1994 |
| Royaume-Uni      | 63 semaines         | 1er                | 9 avril 1994  |
| Suède            | 29 semaines         | 1er                | 8 avril 1994  |
| Suisse           | 47 semaines         | 1er                | 10 avril 1994 |

| Pays         | Durée du classement | Meilleure position | Date            |
| ------------ | ------------------- | ------------------ | --------------- |
| Danemark     | 1 semaine           | 31e                | 11 juillet 2014 |
| Belgique (V) | 1 semaine           | 83e                | 15 juin 2019    |
| Belgique (W) | 7 semaines          | 29e                | 15 juin 2019    |
| Espagne      | 1 semaine           | 49e                | 16 juin 2019    |
| Portugal     | 9 semaines          | 23e                | 11 octobre 2021 |

#### Certifications
| Pays             | Certification | Ventes      | Date             |
| ---------------- | ------------- | ----------- | ---------------- |
| Allemagne        | 3 × Or        | 750 000 +   | 1994             |
| Autriche         | Platine       | 50 000 +    | 23 décembre 1994 |
| Belgique         | Platine       | 50 000 +    | 21 avril 1995    |
| Brésil           | Platine       | 240 000 +   | 1994             |
| Canada           | 4 × Platine   | 400 000 +   | 16 mai 1994      |
| États-Unis       | 3 × Platine   | 3 000 000 + | 29 janvier 1999  |
| Finlande         | Or            | 21 183 +    | 1994             |
| France           | 2 × Platine   | 600 000 +   | 1995             |
| Italie           | Platine       | 50 000 +    | 2019             |
| Nouvelle-Zélande | 4 × Platine   | 60 000+     | 14 juillet 2014  |
| Pays-Bas         | Platine       | 100 000 +   | 1994             |
| Royaume-Uni      | 2 × Platine   | 600 000 +   | 1er octobre 1994 |
| Suisse           | 2 × Platine   | 100 000 +   | 1994             |

### Singles
| Single                              | Chart                  | Durée du classement | Position | Date             |
| ----------------------------------- | ---------------------- | ------------------- | -------- | ---------------- |
| Keep Talking                        | Mainstream Rock Tracks | 26 semaines         | 1er      | 9 avril 1994     |
| Keep Talking                        | RPM Top Singles        | 18 semaines         | 8e       | 23 mai 1994      |
| Take It Back                        | Hot 100                | 7 semaines          | 73e      | 2 juillet 1994   |
| Take It Back                        | Mainstream Rock Tracks | 21 semaines         | 4e       | 25 juin 1994     |
| Take It Back                        | Single Top 100         | 10 semaines         | 75e      | 11 juillet 1994  |
| Take It Back                        | (V) Ultratop           | 2 semaines          | 43e      | 2 juillet 1994   |
| Take It Back                        | RPM Top Singles        | 15 semaines         | 9e       | 18 juillet 1994  |
| Take It Back                        | Top 100                | 1 semaine           | 50e      | 28 mai 1994      |
| Take It Back                        | RMNZ Singles Top40     | 4 semaines          | 7e       | 12 juin 1994     |
| Take It Back                        | Mega Top 50            | 5 semaines          | 23e      | 25 juin 1994     |
| Take It Back                        | UK Singles Chart       | 4 semaines          | 23e      | 4 juin 1994      |
| High Hopes                          | Mainstream Rock Tracks | 13 semaines         | 7e       | 8 octobre 1994   |
| High Hopes                          | RPM Top Singles        | 13 semaines         | 43e      | 24 octobre 1994  |
| High Hopes                          | Top 100                | 19 semaines         | 4e       | 12 novembre 1994 |
| High Hopes                          | UK Singles Chart       | 3 semaines          | 26e      | 29 octobre 1994  |
| Lost for Words                      | Mainstream Rock Tracks | 10 semaines         | 21e      | 7 janvier 1995   |
| What Do You Want from Me (promo US) | Mainstream Rock Tracks | 20 semaines         | 16e      | 7 mai 1994       |